# Quechquemitl

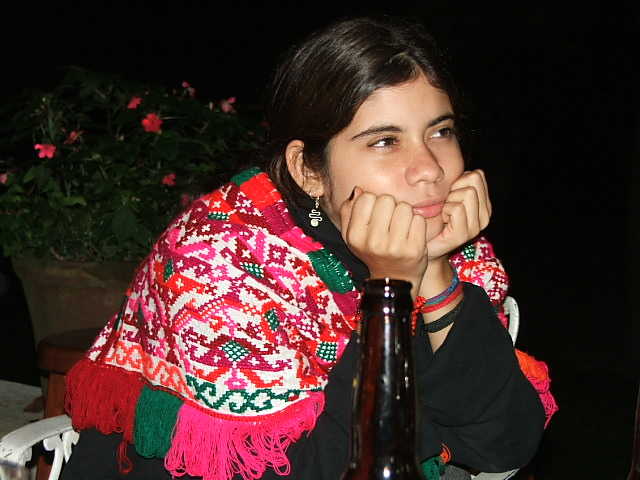
Quezquémetl della Huasteca Potosina, riconoscibile per i suoi colori

Il quechquemitl (scritto anche quezquemitl) è un indumento indossato da alcune etnie indigene del Messico sin dal periodo preispanico. Di solito è costituito da due pezzi di stoffa rettangolare, spesso tessuti a mano, che vengono cuciti insieme per formare un poncho o un indumento simile a uno scialle, che di solito viene indossato appeso alle spalle. Può essere realizzato con vari tessuti diversi, spesso con trame intricate, ed è di solito altamente decorato, il più delle volte con ricami.
Nel periodo preispanico solo le donne di alto rango sociale potevano indossare il quechquemitl. Sin dal periodo coloniale, è stato adottato da vari popoli, per lo più residenti nel Messico centrale, per l'uso quotidiano, feste e rituali, ma il suo uso è diminuito.

## Costruzione e utilizzo

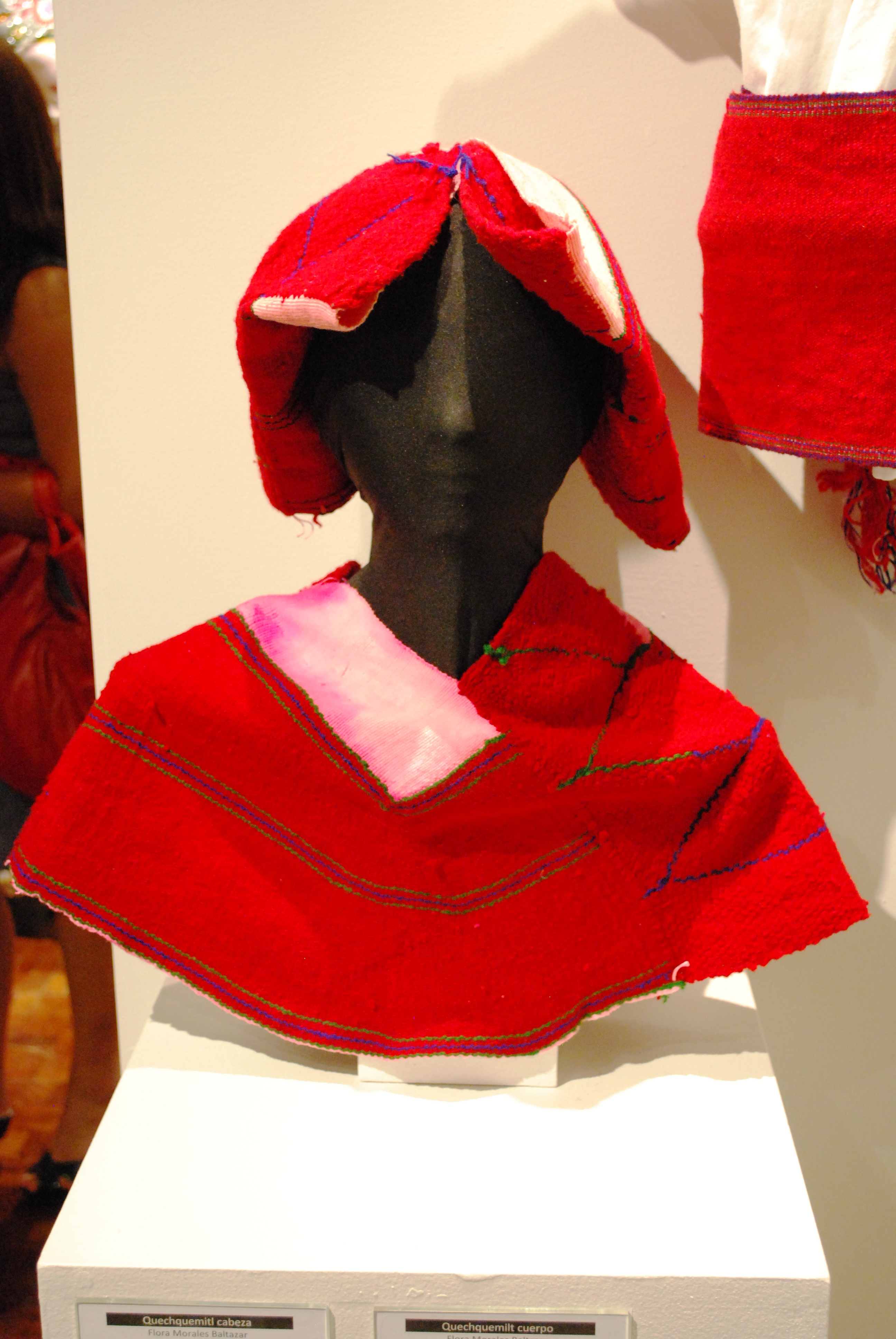
Due modi di indossare il quechquemitl, sulla testa e sulle spalle. Quello sulle spalle è di tipo curvo

Il quechquemitl è stato variamente descritto come uno scialle, un mantello e un panno triangolare, nonostante assomigli in qualche modo a questi solo quando indossato. La maggior parte dei quechquemitl sono due pezzi di stoffa rettangolare cuciti insieme e molto spesso indossati sulle spalle, coprendo la parte superiore del corpo. La maggior parte ha punti che possono pendere davanti e dietro il corpo o sopra le braccia. I quechquemitl sono generalmente indossati con vari altri indumenti, come una gonna avvolgente legata con una fascia, un huipil (una tunica ampia, generalmente realizzata con due o tre pezzi rettangolari di tessuto) e una camicetta. La dimensione del quechquemitl dipende dal modo in cui deve essere indossato e dalla sua relazione con altri capi di abbigliamento. Il suo effetto sull'outfit complessivo è determinato da questa relazione. L'indumento viene indossato per l'uso quotidiano, occasioni sociali e rituali.
L'indumento si trova principalmente nel Messico centrale tra le donne indigene come Huastec, Nahuas, Tepehuas, Otomis, Totonacs, Mazahuas, Pames e Huichols in Stati come Nayarit, Jalisco, Querétaro, lo Stato del Messico, Hidalgo, Puebla e Veracruz. È stato visto anche in alcune altre zone come l'area di Uruapan nel Michoacán e parti di Morelos, Guerrero e Oaxaca. Anche se un tempo veniva indossato come unico indumento superiore, questa pratica è quasi del tutto scomparsa e oggi viene solitamente indossato sopra una camicetta per decorazione o per proteggersi dal freddo. Tuttavia, la popolarità delle camicette riccamente decorate ha portato ad una diminuzione del quechquemitl. Solo tra i Totonac, gli Otomi e i Nahua l'indumento è ampiamente utilizzato, ma anche tra questi si trova soprattutto sulle donne anziane. Le donne più giovani di quelle comunità preferiscono camicette e camicie commerciali, riservando il quechquemitl ai giorni di mercato e alle feste.
In alcune zone il quechquemitl viene indossato anche come copricapo. Tra i Tepehua di Huehuetla, Hidalgo, questo tipo di quechquemitl è realizzato con una garza fine.

## Realizzazione del capo

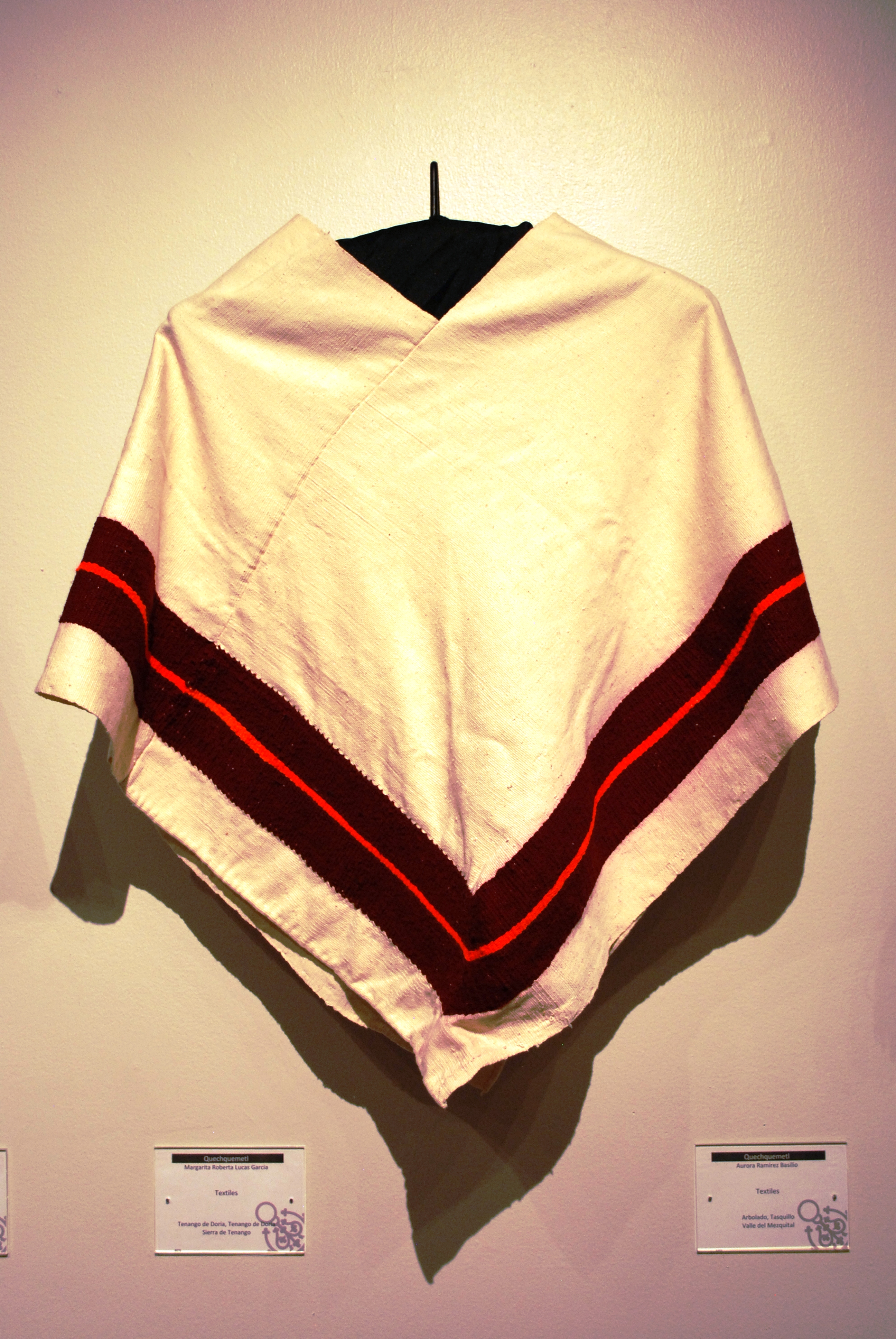
Quechquemitl di Hidalgo al Museo de Arte Popular di Città del Messico

I popoli noti per la fabbricazione di quechquemilts includono gli Huastec, i Nahuas, i Tepehuas, gli Huichols e gli Otomis e la decorazione dell'indumento può identificare da quale gruppo proviene. Tuttavia, anche il clima della regione in cui viene realizzato ha un effetto, come l'uso della lana nelle aree più fredde. Ci sono prove che un certo numero di motivi risale al periodo preispanico. Altri furono adottati dopo la conquista spagnola e un certo numero di quechquemitl è difficile da datare in quanto mostrano sia l'influenza europea che quella indigena. I disegni antichi includono il traforo, un simbolo in omaggio a Quetzalcoatl, lo scettro di Quetzalcoatl, correlato all'Orsa Maggiore, una forma a "S" chiamata ilhuitl e una croce con ramificazioni di uguale lunghezza che rappresenta i punti cardinali. I colori hanno un significato simbolico come il giallo per l'est. Un elemento europeo è un vaso stilizzato con fiori, ma l'aquila bicipite può essere di origine indigena o europea. Gli Huastec di Tancanhuitz de Santos, San Luis Potosí e gli Huichol di Jalisco e Nayarit realizzano i loro quechquemitls in un cotone non tinto, che è riccamente ricamato con fiori e animali in vari colori. I Nahuas di San Francisco Chapantla, Hidalgo e Hueyapan, decorano i loro huipils con trafori, animali e fiori. Tra gli Huastec l'indumento è solitamente di cotone non tinto che è riccamente ricamato.
Come altri indumenti indigeni, il quechquemitl è realizzato con pezzi di stoffa non tagliati appena staccati dal telaio. I disegni quechquemitl sono ottenuti attraverso la tessitura (fibra, colore, struttura), ornamenti superficiali (solitamente ricami) e finiture applicate alle cuciture e ai bordi. Vari tipi di intrecci vengono realizzati per i quechquemitl tra cui garza, seersucker, broccato e tessitura curva o sagomata. I pezzi di garza più pregiati provengono dalla Sierra Norte de Puebla (un'aspra regione montuosa che rappresenta il terzo settentrionale dello Stato di Puebla), con disposizioni di licci molto complesse, spesso ne vengono utilizzati sei e ne sono stati notati fino a venti. Questi intrecci di garza tendono ad essere più complessi di quelli usati per gli huipils. Alcuni appaiono come uno schema a scacchiera. Il seersucker viene utilizzato aggiungendo fili commerciali a strisce insieme ai fili intrecciati a mano. I fili commerciali non si restringono con il lavaggio e si crea l'effetto arricciatura. Il broccato circolare è una tecnica decorativa in cui i fili più pesanti vengono introdotti nella trama per creare motivi. Questi broccati vengono spesso scambiati per ricami sia nei tessuti messicani che in quelli guatemaltechi. La tecnica di tessitura curva è particolarmente complicata e unica. L'ordito è in parte di cotone bianco e in parte di lana colorata, rossa o rosa. La curvatura è progettata per ricadere sulle spalle di chi lo indossa. Questo tipo di indumento si trova nella regione della Sierra Norte de Puebla.
Esistono tre metodi per unire i pezzi di stoffa. Il primo utilizza due rettangoli di stoffa con l'estremità stretta di ciascuno unita al lato lungo dell'altro. Questo crea un anello deformato le cui punte possono essere indossate davanti/dietro o sopra le spalle. Un altro è realizzato con un lungo rettangolo piegato a metà per dare al tessuto un aspetto quadrato. La piega va su un braccio, i bordi che vanno sopra l'altro braccio sono parzialmente cuciti, lasciando spazio per il passaggio della testa. Una variazione di questo tipo di quechquemitl è costituita da due quadrati di tessuto con le cuciture braccio/spalla unite fra loro, lasciando un'apertura per il collo. Un'altra variante rara è costituita da un unico rettangolo da cui viene tagliato a sua volta un rettangolo più piccolo. Quindi, una volta ripiegati, vengono cuciti i due bordi più stretti. Si indossa con le punte del tessuto che pendono dalle spalle.

## Storia

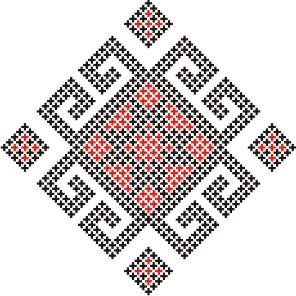
Un elemento decorativo Otomi della Sierra Norte de Puebla

Il nome “quechquemitl” (a volte scritto quesquemitl, quezquemitl o quexquemitl) deriva dal nahuatl e significa “indumento per il collo” (quechtli significa "collo" e tlaquemitl significa "indumento"). Ha altri nomi in altre lingue indigene come thayemlaab tra gli Huastechi.
L'indumento ha origini preispaniche ed è indossato da alcune donne indigene da circa 2.000 anni. È molto probabile che l'indumento abbia avuto origine presso i Totonachi della costa del Golfo. Fu portato negli altopiani messicani dagli Otomi. In epoca preispanica, il quechquemitl veniva indossato con huipil e una gonna, generalmente solo per occasioni speciali e da donne di alto rango. Potrebbe anche essere stato riservato all'uso delle dee e di coloro che le ritraevano nei rituali dell'era azteca. In quest'epoca, era particolarmente associato alle dee della fertilità, forse a causa delle origini dell'indumento nella regione della costa del Golfo e della sua fertilità. Questi indumenti, quando indossati dalla nobiltà, erano fatti di cotone, a volte con pelliccia di coniglio o piume intrecciate per ripararsi dal freddo e/o per decorazione. Esisteva un'altra variante in cui il tessuto veniva attorcigliato prima che i bordi fossero cuciti, ottenendo una forma che si adattava più vicino al corpo. Il nome delle principesse mixteche aveva spesso la parola “quechquemitl”. Gli indumenti venivano tessuti su telai a cinghia, ancora oggi visibili, e tinti con coloranti naturali come la cocciniglia, l'indaco ed altri vegetali, animali e minerali.
Dopo la conquista spagnola, il quechquemitl fu adottato da tutte le donne indigene. L'indumento veniva quindi indossato da solo, esponendo l'ombelico o sopra un huipil. Tuttavia, oggi nessuno di questi usi è comune. Furono introdotti anche i telai a pedale e i filatoi, nonché la produzione di lana da parte delle pecore.
Oggi il quechquemitl si indossa ancora ma il suo uso è diminuito. Tuttavia, rimane importante nella cultura messicana. Frida Kahlo, nota per indossare abiti indigeni messicani, aveva dei quechquemetl, incluso uno di Puebla con simboli legati alla fertilità che non vengono più realizzati. Ci sono state conferenze e altri eventi accademici dedicati all'indumento, tra cui una sponsorizzata da CONACULTA (un'agenzia governativa messicana responsabile dei musei e dei monumenti nazionali, della promozione e della protezione delle arti) al Museo Nacional de Antropología e un'altra sul suo utilizzo nelle identità Nahua e Huastec presso il Centro de las Artes di San Luis Potosí.